# Ceratocapsus vicinus
Ceratocapsus vicinus är en insektsart som beskrevs av Knight 1923. Ceratocapsus vicinus ingår i släktet Ceratocapsus och familjen ängsskinnbaggar. Inga underarter finns listade i Catalogue of Life.